# James Lynch (Bischof)

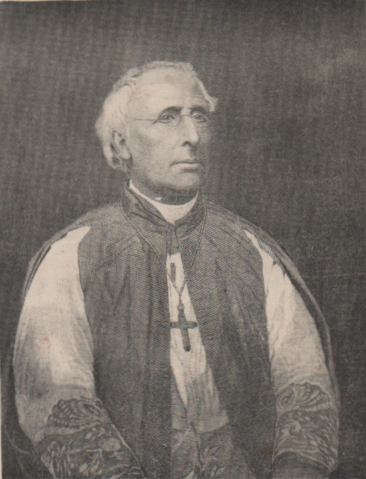
James Lynch

James Lynch CM (* 12. Januar 1807 in Dublin; † 19. September 1896 in Blackrock) war ein irischer Bischof.
Daniel Murray, Erzbischof von Dublin, weihte ihn am 18. Juni 1833 zum Priester. Am 1. November 1841 legte er seine Profess bei den Lazaristen ab. Papst Pius IX. ernannte ihn am 31. August zum Titularbischof von Arcadiopolis in Asia und Koadjutor-Apostolischer Vikar des Western District. William Keane, Bischof von Cloyne, weihte ihn am 4. November 1866 im Irischen Seminar in Paris zum Bischof. Mitkonsekratoren waren Laurence Gilhooly CM, Bischof von Elphin, und Michael O’Hea, Bischof von Ross. Am 14. April 1869 erfolgte die Ernennung zum Koadjutor-Bischof von Kildare und Leighlin. Als am 5. März 1888 James Walshe, Bischof von Kildare und Leighlin starb, folgte er ihm nach.